# FC Mokpo
FC Mokpo – klub piłkarski z Korei Południowej, z miasta Ch'ŏnan, występujący w K3 League (stan na 2023 rok). Mecze domowe rozgrywa na stadionie Mokpo Football Center.

## Historia
Klub został założony 24 grudnia 2009 roku. Od 2010 roku występuje na trzecim poziomie rozgrywek (do 2019 roku Korea National League, następnie K3 League). W 2017 roku klub po wyeliminowaniu m.in. Seongnam FC dotarł do półfinału Pucharu Korei Południowej, gdzie uległ 0:1 Ulsanowi Hyundai. Z kolei w sezonie 2020/2021 roku pod wodzą Hyun-ho Junga piłkarze klubu zajęli trzecie miejsce w lidze.